# Coupe des clubs champions européens de handball 1976-1977
Navigation
Coupe des clubs champions 1975-1976 Coupe des clubs champions 1977-1978
La saison 1976-1977 de la Coupe des clubs champions européens de handball est la 17e édition de la compétition organisée par l'IHF. Elle met aux prises 26 clubs masculins européens.
Le club roumain du Steaua Bucarest remporte le sacre européen pour la deuxième fois aux dépens du club soviétique du CSKA Moscou.

## Participants
| Huitièmes de finale | Huitièmes de finale | Huitièmes de finale | Huitièmes de finale | Huitièmes de finale | Huitièmes de finale | Huitièmes de finale | Huitièmes de finale | Huitièmes de finale | Huitièmes de finale | Huitièmes de finale | Huitièmes de finale | Huitièmes de finale | Huitièmes de finale | Huitièmes de finale | Huitièmes de finale | Huitièmes de finale | Huitièmes de finale | Huitièmes de finale | Huitièmes de finale | Huitièmes de finale | Huitièmes de finale | Huitièmes de finale | Huitièmes de finale | Huitièmes de finale | Huitièmes de finale | Huitièmes de finale | Huitièmes de finale | Huitièmes de finale | Huitièmes de finale |
| --- | --- | --- | --- | --- | --- | --- | --- | --- | --- | --- | --- | --- | --- | --- | --- | --- | --- | --- | --- | --- | --- | --- | --- | --- | --- | --- | --- | --- | --- |
| - RK Borac Banja Luka : Tenant du titre - VfL Gummersbach : Championnat d'Allemagne - KFUM Fredericia : Champion du Danemark | - RK Borac Banja Luka : Tenant du titre - VfL Gummersbach : Championnat d'Allemagne - KFUM Fredericia : Champion du Danemark | - RK Borac Banja Luka : Tenant du titre - VfL Gummersbach : Championnat d'Allemagne - KFUM Fredericia : Champion du Danemark | - RK Borac Banja Luka : Tenant du titre - VfL Gummersbach : Championnat d'Allemagne - KFUM Fredericia : Champion du Danemark | - RK Borac Banja Luka : Tenant du titre - VfL Gummersbach : Championnat d'Allemagne - KFUM Fredericia : Champion du Danemark | - RK Borac Banja Luka : Tenant du titre - VfL Gummersbach : Championnat d'Allemagne - KFUM Fredericia : Champion du Danemark | - RK Borac Banja Luka : Tenant du titre - VfL Gummersbach : Championnat d'Allemagne - KFUM Fredericia : Champion du Danemark | - RK Borac Banja Luka : Tenant du titre - VfL Gummersbach : Championnat d'Allemagne - KFUM Fredericia : Champion du Danemark | - RK Borac Banja Luka : Tenant du titre - VfL Gummersbach : Championnat d'Allemagne - KFUM Fredericia : Champion du Danemark | - RK Borac Banja Luka : Tenant du titre - VfL Gummersbach : Championnat d'Allemagne - KFUM Fredericia : Champion du Danemark | - RK Borac Banja Luka : Tenant du titre - VfL Gummersbach : Championnat d'Allemagne - KFUM Fredericia : Champion du Danemark | - RK Borac Banja Luka : Tenant du titre - VfL Gummersbach : Championnat d'Allemagne - KFUM Fredericia : Champion du Danemark | - RK Borac Banja Luka : Tenant du titre - VfL Gummersbach : Championnat d'Allemagne - KFUM Fredericia : Champion du Danemark | - RK Borac Banja Luka : Tenant du titre - VfL Gummersbach : Championnat d'Allemagne - KFUM Fredericia : Champion du Danemark | - RK Borac Banja Luka : Tenant du titre - VfL Gummersbach : Championnat d'Allemagne - KFUM Fredericia : Champion du Danemark | - CB Calpisa Alicante : Champion d'Espagne - Oppsal IF : Champion de Norvège - WKS Śląsk Wrocław : Champion de Pologne | - CB Calpisa Alicante : Champion d'Espagne - Oppsal IF : Champion de Norvège - WKS Śląsk Wrocław : Champion de Pologne | - CB Calpisa Alicante : Champion d'Espagne - Oppsal IF : Champion de Norvège - WKS Śląsk Wrocław : Champion de Pologne | - CB Calpisa Alicante : Champion d'Espagne - Oppsal IF : Champion de Norvège - WKS Śląsk Wrocław : Champion de Pologne | - CB Calpisa Alicante : Champion d'Espagne - Oppsal IF : Champion de Norvège - WKS Śląsk Wrocław : Champion de Pologne | - CB Calpisa Alicante : Champion d'Espagne - Oppsal IF : Champion de Norvège - WKS Śląsk Wrocław : Champion de Pologne | - CB Calpisa Alicante : Champion d'Espagne - Oppsal IF : Champion de Norvège - WKS Śląsk Wrocław : Champion de Pologne | - CB Calpisa Alicante : Champion d'Espagne - Oppsal IF : Champion de Norvège - WKS Śląsk Wrocław : Champion de Pologne | - CB Calpisa Alicante : Champion d'Espagne - Oppsal IF : Champion de Norvège - WKS Śląsk Wrocław : Champion de Pologne | - CB Calpisa Alicante : Champion d'Espagne - Oppsal IF : Champion de Norvège - WKS Śląsk Wrocław : Champion de Pologne | - CB Calpisa Alicante : Champion d'Espagne - Oppsal IF : Champion de Norvège - WKS Śląsk Wrocław : Champion de Pologne | - CB Calpisa Alicante : Champion d'Espagne - Oppsal IF : Champion de Norvège - WKS Śląsk Wrocław : Champion de Pologne | - CB Calpisa Alicante : Champion d'Espagne - Oppsal IF : Champion de Norvège - WKS Śląsk Wrocław : Champion de Pologne | - CB Calpisa Alicante : Champion d'Espagne - Oppsal IF : Champion de Norvège - WKS Śląsk Wrocław : Champion de Pologne | - CB Calpisa Alicante : Champion d'Espagne - Oppsal IF : Champion de Norvège - WKS Śląsk Wrocław : Champion de Pologne |
| Tour préliminaire | | | | | | | | | | | | | | | | | | | | | | | | | | | | | |
| - SC DHfK Leipzig : Champion d'Allemagne de l'Est - CSKA Sofia : Champion de Bulgarie - HC Birkenhead : Champion de Grande-Bretagne - HC Bärnbach : Champion d'Autriche - ROC Flémalle : Champion de Belgique 1976 - Sparta Helsinki : Champion de Finlande - Stella Sports St-Maur : Champion de France 1976 - Debreceni Dózsa : Champion de Hongrie - Vestmanna IF : Champion des Îles Féroé - FH Hafnarfjörður : Champion d'Islande | - SC DHfK Leipzig : Champion d'Allemagne de l'Est - CSKA Sofia : Champion de Bulgarie - HC Birkenhead : Champion de Grande-Bretagne - HC Bärnbach : Champion d'Autriche - ROC Flémalle : Champion de Belgique 1976 - Sparta Helsinki : Champion de Finlande - Stella Sports St-Maur : Champion de France 1976 - Debreceni Dózsa : Champion de Hongrie - Vestmanna IF : Champion des Îles Féroé - FH Hafnarfjörður : Champion d'Islande | - SC DHfK Leipzig : Champion d'Allemagne de l'Est - CSKA Sofia : Champion de Bulgarie - HC Birkenhead : Champion de Grande-Bretagne - HC Bärnbach : Champion d'Autriche - ROC Flémalle : Champion de Belgique 1976 - Sparta Helsinki : Champion de Finlande - Stella Sports St-Maur : Champion de France 1976 - Debreceni Dózsa : Champion de Hongrie - Vestmanna IF : Champion des Îles Féroé - FH Hafnarfjörður : Champion d'Islande | - SC DHfK Leipzig : Champion d'Allemagne de l'Est - CSKA Sofia : Champion de Bulgarie - HC Birkenhead : Champion de Grande-Bretagne - HC Bärnbach : Champion d'Autriche - ROC Flémalle : Champion de Belgique 1976 - Sparta Helsinki : Champion de Finlande - Stella Sports St-Maur : Champion de France 1976 - Debreceni Dózsa : Champion de Hongrie - Vestmanna IF : Champion des Îles Féroé - FH Hafnarfjörður : Champion d'Islande | - SC DHfK Leipzig : Champion d'Allemagne de l'Est - CSKA Sofia : Champion de Bulgarie - HC Birkenhead : Champion de Grande-Bretagne - HC Bärnbach : Champion d'Autriche - ROC Flémalle : Champion de Belgique 1976 - Sparta Helsinki : Champion de Finlande - Stella Sports St-Maur : Champion de France 1976 - Debreceni Dózsa : Champion de Hongrie - Vestmanna IF : Champion des Îles Féroé - FH Hafnarfjörður : Champion d'Islande | - SC DHfK Leipzig : Champion d'Allemagne de l'Est - CSKA Sofia : Champion de Bulgarie - HC Birkenhead : Champion de Grande-Bretagne - HC Bärnbach : Champion d'Autriche - ROC Flémalle : Champion de Belgique 1976 - Sparta Helsinki : Champion de Finlande - Stella Sports St-Maur : Champion de France 1976 - Debreceni Dózsa : Champion de Hongrie - Vestmanna IF : Champion des Îles Féroé - FH Hafnarfjörður : Champion d'Islande | - SC DHfK Leipzig : Champion d'Allemagne de l'Est - CSKA Sofia : Champion de Bulgarie - HC Birkenhead : Champion de Grande-Bretagne - HC Bärnbach : Champion d'Autriche - ROC Flémalle : Champion de Belgique 1976 - Sparta Helsinki : Champion de Finlande - Stella Sports St-Maur : Champion de France 1976 - Debreceni Dózsa : Champion de Hongrie - Vestmanna IF : Champion des Îles Féroé - FH Hafnarfjörður : Champion d'Islande | - SC DHfK Leipzig : Champion d'Allemagne de l'Est - CSKA Sofia : Champion de Bulgarie - HC Birkenhead : Champion de Grande-Bretagne - HC Bärnbach : Champion d'Autriche - ROC Flémalle : Champion de Belgique 1976 - Sparta Helsinki : Champion de Finlande - Stella Sports St-Maur : Champion de France 1976 - Debreceni Dózsa : Champion de Hongrie - Vestmanna IF : Champion des Îles Féroé - FH Hafnarfjörður : Champion d'Islande | - SC DHfK Leipzig : Champion d'Allemagne de l'Est - CSKA Sofia : Champion de Bulgarie - HC Birkenhead : Champion de Grande-Bretagne - HC Bärnbach : Champion d'Autriche - ROC Flémalle : Champion de Belgique 1976 - Sparta Helsinki : Champion de Finlande - Stella Sports St-Maur : Champion de France 1976 - Debreceni Dózsa : Champion de Hongrie - Vestmanna IF : Champion des Îles Féroé - FH Hafnarfjörður : Champion d'Islande | - SC DHfK Leipzig : Champion d'Allemagne de l'Est - CSKA Sofia : Champion de Bulgarie - HC Birkenhead : Champion de Grande-Bretagne - HC Bärnbach : Champion d'Autriche - ROC Flémalle : Champion de Belgique 1976 - Sparta Helsinki : Champion de Finlande - Stella Sports St-Maur : Champion de France 1976 - Debreceni Dózsa : Champion de Hongrie - Vestmanna IF : Champion des Îles Féroé - FH Hafnarfjörður : Champion d'Islande | - SC DHfK Leipzig : Champion d'Allemagne de l'Est - CSKA Sofia : Champion de Bulgarie - HC Birkenhead : Champion de Grande-Bretagne - HC Bärnbach : Champion d'Autriche - ROC Flémalle : Champion de Belgique 1976 - Sparta Helsinki : Champion de Finlande - Stella Sports St-Maur : Champion de France 1976 - Debreceni Dózsa : Champion de Hongrie - Vestmanna IF : Champion des Îles Féroé - FH Hafnarfjörður : Champion d'Islande | - SC DHfK Leipzig : Champion d'Allemagne de l'Est - CSKA Sofia : Champion de Bulgarie - HC Birkenhead : Champion de Grande-Bretagne - HC Bärnbach : Champion d'Autriche - ROC Flémalle : Champion de Belgique 1976 - Sparta Helsinki : Champion de Finlande - Stella Sports St-Maur : Champion de France 1976 - Debreceni Dózsa : Champion de Hongrie - Vestmanna IF : Champion des Îles Féroé - FH Hafnarfjörður : Champion d'Islande | - SC DHfK Leipzig : Champion d'Allemagne de l'Est - CSKA Sofia : Champion de Bulgarie - HC Birkenhead : Champion de Grande-Bretagne - HC Bärnbach : Champion d'Autriche - ROC Flémalle : Champion de Belgique 1976 - Sparta Helsinki : Champion de Finlande - Stella Sports St-Maur : Champion de France 1976 - Debreceni Dózsa : Champion de Hongrie - Vestmanna IF : Champion des Îles Féroé - FH Hafnarfjörður : Champion d'Islande | - SC DHfK Leipzig : Champion d'Allemagne de l'Est - CSKA Sofia : Champion de Bulgarie - HC Birkenhead : Champion de Grande-Bretagne - HC Bärnbach : Champion d'Autriche - ROC Flémalle : Champion de Belgique 1976 - Sparta Helsinki : Champion de Finlande - Stella Sports St-Maur : Champion de France 1976 - Debreceni Dózsa : Champion de Hongrie - Vestmanna IF : Champion des Îles Féroé - FH Hafnarfjörður : Champion d'Islande | - SC DHfK Leipzig : Champion d'Allemagne de l'Est - CSKA Sofia : Champion de Bulgarie - HC Birkenhead : Champion de Grande-Bretagne - HC Bärnbach : Champion d'Autriche - ROC Flémalle : Champion de Belgique 1976 - Sparta Helsinki : Champion de Finlande - Stella Sports St-Maur : Champion de France 1976 - Debreceni Dózsa : Champion de Hongrie - Vestmanna IF : Champion des Îles Féroé - FH Hafnarfjörður : Champion d'Islande | - Hapoël Rehovot : Champion d'Israël - Pallamano Trieste : Champion d'Italie - HB Dudelange : Champion du Luxembourg - HV Sittardia : Champion des Pays-Bas - Os Belenenses : Champion du Portugal - Steaua Bucarest : Champion de Roumanie - Ystads IF : Champion de Suède - Grasshopper Club Zurich : Champion de Suisse - Étoile rouge de Bratislava : Champion de Tchécoslovaquie - CSKA Moscou : Champion d'Union soviétique | - Hapoël Rehovot : Champion d'Israël - Pallamano Trieste : Champion d'Italie - HB Dudelange : Champion du Luxembourg - HV Sittardia : Champion des Pays-Bas - Os Belenenses : Champion du Portugal - Steaua Bucarest : Champion de Roumanie - Ystads IF : Champion de Suède - Grasshopper Club Zurich : Champion de Suisse - Étoile rouge de Bratislava : Champion de Tchécoslovaquie - CSKA Moscou : Champion d'Union soviétique | - Hapoël Rehovot : Champion d'Israël - Pallamano Trieste : Champion d'Italie - HB Dudelange : Champion du Luxembourg - HV Sittardia : Champion des Pays-Bas - Os Belenenses : Champion du Portugal - Steaua Bucarest : Champion de Roumanie - Ystads IF : Champion de Suède - Grasshopper Club Zurich : Champion de Suisse - Étoile rouge de Bratislava : Champion de Tchécoslovaquie - CSKA Moscou : Champion d'Union soviétique | - Hapoël Rehovot : Champion d'Israël - Pallamano Trieste : Champion d'Italie - HB Dudelange : Champion du Luxembourg - HV Sittardia : Champion des Pays-Bas - Os Belenenses : Champion du Portugal - Steaua Bucarest : Champion de Roumanie - Ystads IF : Champion de Suède - Grasshopper Club Zurich : Champion de Suisse - Étoile rouge de Bratislava : Champion de Tchécoslovaquie - CSKA Moscou : Champion d'Union soviétique | - Hapoël Rehovot : Champion d'Israël - Pallamano Trieste : Champion d'Italie - HB Dudelange : Champion du Luxembourg - HV Sittardia : Champion des Pays-Bas - Os Belenenses : Champion du Portugal - Steaua Bucarest : Champion de Roumanie - Ystads IF : Champion de Suède - Grasshopper Club Zurich : Champion de Suisse - Étoile rouge de Bratislava : Champion de Tchécoslovaquie - CSKA Moscou : Champion d'Union soviétique | - Hapoël Rehovot : Champion d'Israël - Pallamano Trieste : Champion d'Italie - HB Dudelange : Champion du Luxembourg - HV Sittardia : Champion des Pays-Bas - Os Belenenses : Champion du Portugal - Steaua Bucarest : Champion de Roumanie - Ystads IF : Champion de Suède - Grasshopper Club Zurich : Champion de Suisse - Étoile rouge de Bratislava : Champion de Tchécoslovaquie - CSKA Moscou : Champion d'Union soviétique | - Hapoël Rehovot : Champion d'Israël - Pallamano Trieste : Champion d'Italie - HB Dudelange : Champion du Luxembourg - HV Sittardia : Champion des Pays-Bas - Os Belenenses : Champion du Portugal - Steaua Bucarest : Champion de Roumanie - Ystads IF : Champion de Suède - Grasshopper Club Zurich : Champion de Suisse - Étoile rouge de Bratislava : Champion de Tchécoslovaquie - CSKA Moscou : Champion d'Union soviétique | - Hapoël Rehovot : Champion d'Israël - Pallamano Trieste : Champion d'Italie - HB Dudelange : Champion du Luxembourg - HV Sittardia : Champion des Pays-Bas - Os Belenenses : Champion du Portugal - Steaua Bucarest : Champion de Roumanie - Ystads IF : Champion de Suède - Grasshopper Club Zurich : Champion de Suisse - Étoile rouge de Bratislava : Champion de Tchécoslovaquie - CSKA Moscou : Champion d'Union soviétique | - Hapoël Rehovot : Champion d'Israël - Pallamano Trieste : Champion d'Italie - HB Dudelange : Champion du Luxembourg - HV Sittardia : Champion des Pays-Bas - Os Belenenses : Champion du Portugal - Steaua Bucarest : Champion de Roumanie - Ystads IF : Champion de Suède - Grasshopper Club Zurich : Champion de Suisse - Étoile rouge de Bratislava : Champion de Tchécoslovaquie - CSKA Moscou : Champion d'Union soviétique | - Hapoël Rehovot : Champion d'Israël - Pallamano Trieste : Champion d'Italie - HB Dudelange : Champion du Luxembourg - HV Sittardia : Champion des Pays-Bas - Os Belenenses : Champion du Portugal - Steaua Bucarest : Champion de Roumanie - Ystads IF : Champion de Suède - Grasshopper Club Zurich : Champion de Suisse - Étoile rouge de Bratislava : Champion de Tchécoslovaquie - CSKA Moscou : Champion d'Union soviétique | - Hapoël Rehovot : Champion d'Israël - Pallamano Trieste : Champion d'Italie - HB Dudelange : Champion du Luxembourg - HV Sittardia : Champion des Pays-Bas - Os Belenenses : Champion du Portugal - Steaua Bucarest : Champion de Roumanie - Ystads IF : Champion de Suède - Grasshopper Club Zurich : Champion de Suisse - Étoile rouge de Bratislava : Champion de Tchécoslovaquie - CSKA Moscou : Champion d'Union soviétique | - Hapoël Rehovot : Champion d'Israël - Pallamano Trieste : Champion d'Italie - HB Dudelange : Champion du Luxembourg - HV Sittardia : Champion des Pays-Bas - Os Belenenses : Champion du Portugal - Steaua Bucarest : Champion de Roumanie - Ystads IF : Champion de Suède - Grasshopper Club Zurich : Champion de Suisse - Étoile rouge de Bratislava : Champion de Tchécoslovaquie - CSKA Moscou : Champion d'Union soviétique | - Hapoël Rehovot : Champion d'Israël - Pallamano Trieste : Champion d'Italie - HB Dudelange : Champion du Luxembourg - HV Sittardia : Champion des Pays-Bas - Os Belenenses : Champion du Portugal - Steaua Bucarest : Champion de Roumanie - Ystads IF : Champion de Suède - Grasshopper Club Zurich : Champion de Suisse - Étoile rouge de Bratislava : Champion de Tchécoslovaquie - CSKA Moscou : Champion d'Union soviétique | - Hapoël Rehovot : Champion d'Israël - Pallamano Trieste : Champion d'Italie - HB Dudelange : Champion du Luxembourg - HV Sittardia : Champion des Pays-Bas - Os Belenenses : Champion du Portugal - Steaua Bucarest : Champion de Roumanie - Ystads IF : Champion de Suède - Grasshopper Club Zurich : Champion de Suisse - Étoile rouge de Bratislava : Champion de Tchécoslovaquie - CSKA Moscou : Champion d'Union soviétique | - Hapoël Rehovot : Champion d'Israël - Pallamano Trieste : Champion d'Italie - HB Dudelange : Champion du Luxembourg - HV Sittardia : Champion des Pays-Bas - Os Belenenses : Champion du Portugal - Steaua Bucarest : Champion de Roumanie - Ystads IF : Champion de Suède - Grasshopper Club Zurich : Champion de Suisse - Étoile rouge de Bratislava : Champion de Tchécoslovaquie - CSKA Moscou : Champion d'Union soviétique |

## Résultats

### Tour préliminaire
| Équipe                     | Aller   | Total   | Retour  | Équipe              |
| -------------------------- | ------- | ------- | ------- | ------------------- |
| Pallamano Trieste          | 21 – 38 | 39 – 76 | 18 – 38 | Steaua Bucarest     |
| ROC Flémalle               | 18 – 18 | 34 – 37 | 16 – 19 | HB Dudelange        |
| Debreceni Dózsa            | 23 – 16 | 42 – 37 | 19 – 21 | CSKA Sofia          |
| Étoile rouge de Bratislava | 30 – 9  | 46 – 13 | 16 – 4  | HC Bärnbach         |
| Stella Sports Saint-Maur   | 12 – 18 | 27 – 38 | 15 – 20 | Grasshoppers Zürich |
| FH Hafnarfjörður           | 28 – 13 | 53 – 33 | 25 – 20 | Vestmanna IF        |
| Os Belenenses              | 16 – 30 | 33 – 49 | 17 – 19 | Hapoël Rehovot      |
| HV Sittardia               | 38 – 5  | 77 – 17 | 39 – 12 | HC Birkenhead       |
| Ystads IF                  | 25 – 14 | 42 – 29 | 17 – 15 | Sparta Helsinki     |
| CSKA Moscou                | 21 – 17 | 42 – 36 | 21 – 19 | SC DHfK Leipzig     |

### Huitièmes de finale
| Équipe                     | Aller   | Total   | Retour  | Équipe              |
| -------------------------- | ------- | ------- | ------- | ------------------- |
| HB Dudelange               | 11 – 28 | 28 – 63 | 17 – 35 | Steaua Bucarest     |
| CB Calpisa Alicante        | 14 – 7  | 32 – 19 | 18 – 12 | Oppsal IF           |
| Debreceni Dózsa            | 28 – 31 | 45 – 62 | 17 – 31 | KFUM Fredericia     |
| Étoile rouge de Bratislava | 25 – 19 | 45 – 31 | 20 – 12 | Grasshoppers Zürich |
| FH Hafnarfjörður           | 20 – 22 | 38 – 44 | 18 – 22 | WKS Śląsk Wrocław   |
| VfL Gummersbach            | 25 – 15 | 42 – 33 | 17 – 18 | Hapoël Rehovot      |
| HV Sittardia               | 17 – 34 | 31 – 54 | 14 – 20 | Ystads IF           |
| RK Borac Banja Luka        | 23 – 26 | 39 – 47 | 16 – 21 | CSKA Moscou         |

### Tableau de la phase finale
| \| Fredericia Alicante Wrocław Gummersbach Bucarest Bratislava Moscou Ystad \| Localisation des équipes en phase finale. |
| Fredericia Alicante Wrocław Gummersbach Bucarest Bratislava Moscou Ystad                                                 |

|  | Quarts de finale           | Quarts de finale           | Quarts de finale | Quarts de finale |                 |                 | Demi-finales | Demi-finales | Demi-finales | Demi-finales |  |  | Finale                       | Finale | Finale | Finale |
|  |                            |                            |                  |                  |                 |                 |              |              |              |              |  |  |                              |        |        |        |
|  |                            |                            |                  |                  |                 |                 |              |              |              |              |  |  | 22 avril 1977 - Sindelfingen |        |        |        |
|  |                            |                            |                  |                  |                 |                 |              |              |              |              |  |  |                              |        |        |        |
|  | Steaua Bucarest            | Steaua Bucarest            | 22               | 18               |                 |                 |              |              |              |              |  |  |                              |        |        |        |
|  | Steaua Bucarest            | Steaua Bucarest            | 22               | 18               |                 |                 |              |              |              |              |  |  |                              |        |        |        |
|  | CB Calpisa Alicante        | CB Calpisa Alicante        | 19               | 20               |                 |                 |              |              |              |              |  |  |                              |        |        |        |
|  | CB Calpisa Alicante        | CB Calpisa Alicante        | 19               | 20               | Steaua Bucarest | Steaua Bucarest | 29           | 19           |              |              |  |  |                              |        |        |        |
|  |                            |                            |                  |                  | Steaua Bucarest | Steaua Bucarest | 29           | 19           |              |              |  |  |                              |        |        |        |
|  |                            |                            | KFUM Fredericia  | KFUM Fredericia  | 22              | 19              |              |              |              |              |  |  |                              |        |        |        |
|  | KFUM Fredericia            | KFUM Fredericia            | KFUM Fredericia  | KFUM Fredericia  | 22              | 19              | 25           | 25           |              |              |  |  |                              |        |        |        |
|  | KFUM Fredericia            | KFUM Fredericia            |                  |                  |                 |                 |              | 25           |              |              |  |  |                              |        |        |        |
|  | Étoile rouge de Bratislava | Étoile rouge de Bratislava | 17               | 23               |                 |                 |              |              |              |              |  |  |                              |        |        |        |
|  | Étoile rouge de Bratislava | Étoile rouge de Bratislava | 17               | 23               | Steaua Bucarest | Steaua Bucarest | 21           | 21           |              |              |  |  |                              |        |        |        |
|  |                            |                            |                  |                  | Steaua Bucarest | Steaua Bucarest | 21           | 21           |              |              |  |  |                              |        |        |        |
|  |                            |                            | CSKA Moscou      | CSKA Moscou      | 20              | 20              |              |              |              |              |  |  |                              |        |        |        |
|  | VfL Gummersbach            | VfL Gummersbach            | CSKA Moscou      | CSKA Moscou      | 20              | 20              | 16           | 23           |              |              |  |  |                              |        |        |        |
|  | VfL Gummersbach            | VfL Gummersbach            |                  |                  |                 |                 |              |              |              |              |  |  |                              |        |        |        |
|  | WKS Śląsk Wrocław          | WKS Śląsk Wrocław          | 14               | 20               |                 |                 |              |              |              |              |  |  |                              |        |        |        |
|  | WKS Śląsk Wrocław          | WKS Śląsk Wrocław          | 14               | 20               | VfL Gummersbach | VfL Gummersbach | 18           | 16           |              |              |  |  |                              |        |        |        |
|  |                            |                            |                  |                  | VfL Gummersbach | VfL Gummersbach | 18           | 16           |              |              |  |  |                              |        |        |        |
|  |                            |                            | CSKA Moscou      | CSKA Moscou      | 20              | 15              |              |              |              |              |  |  |                              |        |        |        |
|  | CSKA Moscou                | CSKA Moscou                | CSKA Moscou      | CSKA Moscou      | 20              | 15              | 26           | 20           |              |              |  |  |                              |        |        |        |
|  | CSKA Moscou                | CSKA Moscou                |                  |                  |                 |                 |              | 20           |              |              |  |  |                              |        |        |        |
|  | Ystads IF                  | Ystads IF                  | 19               | 14               |                 |                 |              |              |              |              |  |  |                              |        |        |        |
|  | Ystads IF                  | Ystads IF                  | 19               | 14               |                 |                 |              |              |              |              |  |  |                              |        |        |        |
|  |                            |                            |                  |                  |                 |                 |              |              |              |              |  |  |                              |        |        |        |

### Quarts de finale
| Équipe          | Aller   | Total   | Retour  | Équipe                     |
| --------------- | ------- | ------- | ------- | -------------------------- |
| Steaua Bucarest | 22 – 19 | 40 – 39 | 18 – 20 | CB Calpisa Alicante        |
| KFUM Fredericia | 25 – 17 | 50 – 40 | 25 – 23 | Étoile rouge de Bratislava |
| VfL Gummersbach | 16 – 14 | 39 – 34 | 23 – 20 | WKS Śląsk Wrocław          |
| CSKA Moscou     | 26 – 19 | 46 – 33 | 20 – 14 | Ystads IF                  |

### Demi-finales
| Équipe          | Aller   | Total   | Retour  | Équipe          |
| --------------- | ------- | ------- | ------- | --------------- |
| Steaua Bucarest | 29 – 22 | 48 – 41 | 19 – 19 | KFUM Fredericia |
| VfL Gummersbach | 18 – 20 | 34 – 35 | 16 – 15 | CSKA Moscou     |

### Finale
La finale est disputée sur une seule rencontre, le vendredi 22 avril 1977 au Palais de verre (de) de Sindelfingen en Allemagne de l'Ouest. 
Les deux équipes du bloc de l'Est ont offert un match de grande classe et d'une intensité dramatique sur ce terrain neutre pour elles. Et ce détail a son importance si l'on veut bien se référer aux finales habituelles disputées dans le fameux « enfer de Westphalie », à Dortmund. C'est d'ailleurs au CSKA Moscou que revient le mérite d'avoir « sorti » Gummerbach de la Coupe d'Europe en demi-finale.
Après une première mi-temps menée tambour battant, les Roumains semblaient ne devoir faire qu'une bouchée des Soviétiques. 14-7 puis 14-9 au repos : la cause paraissait entendue grâce à l'habileté et au talent de stratège de Cristian Gațu. Mais la chasse lancée par les Soviétiques jouant à une allure folle, ramena tout le monde à égalité : 15-15 ! C'est Ștefan Birtalan, le successeur de Gruia, qui fit la décision en fin de partie en marquant deux buts coup sur coup. Ensuite Steaua, avec un peu de chance et beaucoup de métier dans la possession du ballon, réussit à préserver un but d'avance.
La courte défaite soviétique n'a pas empeché les spectateurs de remarquer la virtuosité de Kolotov et Kidiaïev (de) en attaque, ainsi que le sang-froid de Nicolaï Tomine dans les buts du CSKA. En revanche, le passage à vide du buteur Tchernikov, victime de ses nerfs - seul but marqué — fut déterminant. On peut aussi ajouter aux causes de l'échec soviétique l'erreur tactique de l'entraîneur Iouri Solomko qui laissa Birtalan, le meilleur buteur des Jeux de Montréal, trop libre de ses mouvements. Le Steaua a su parfaitement exploiter ces fautes pour renouer avec la Coupe d'Europe. C'est une belle fin de carrière pour Cristian Gațu. 
| 22 avril 1977 | Steaua Bucarest | 21 – 20 | CSKA Moscou | Palais de verre (de), Sindelfingen, RFA |
| 22 avril 1977 | (14-9)          |         |             | Palais de verre (de), Sindelfingen, RFA |

Les équipes étaient :
- Steaua Bucarest : Munteanu, Marchidan ; Kicsid, Gațu , Birtalan, Stöckl, Voina, Drăgăniță, Roșu, Dan, Tudosie et Neagu. Entraîneur : Cornel Oțelea
- CSKA Moscou : Tomyne, Plouiko ; Kidiaïev (de), Tchikalev, Zhouk, Tchernichov, Lossovik, Kolotov, Tcherniaev, Goulbis, Dratchev et Kouliev Entraîneur : Iouri Predekha (de).
- Arbitres : MM. Nilsson et Lundin, Suède.

## Le champion d'Europe
| Champion d'Europe - Coupe des clubs champions 1976-1977 Steaua Bucarest 2e titre |

L'effectif du Steaua Bucarest était :
- Nicolae Munteanu (en) (GB)
- Virgil Marchidan (GB)
- Cristian Gațu
- Radu Voina
- Ștefan Birtalan
- Gabriel Kicsid (en)
- Werner Stöckl
- Cezar Drăgăniță
- Petru Dan
- Laurențiu Roșu
- Ion Vărgălui
- Victor Neagu
- Constantin Tudosie

Entraîneur
- Cornel Oțelea
- Otto Tellmann (en) (adjoint)